# 江戸川区陸上競技場
江戸川区陸上競技場（えどがわくりくじょうきょうぎじょう）は、東京都江戸川区清新町にある区立の陸上競技場である。2023年4月1日からクボタがネーミングライツを取得しており、「スピアーズえどりくフィールド」の愛称を用いている（後述）。施設は江戸川区が所有し、株式会社オーエンス が指定管理者として運営管理を行っている。

## 施設概要
2024年9月11日現在。出典
- 収容人員 6,784人（メイン（2,034人）とバックスタンド（2,750人）は座席、両方のゴール裏（2,000人）は芝生席）
- 日本陸上競技連盟第3種公認トラック：全天候型400m×8レーン、3,000m障害コース
- 中央に天然芝フィールド（105×70m、ラグビーやサッカー、ラクロス用）
- 売店：1か所
- エレベーター：1基

## 沿革
Jリーグ発足準備時には、三菱自動車工業サッカー部（現浦和レッドダイヤモンズ）が本施設を改築の上で本拠地とする構想があったが、スタジアムの施設スペース上の問題からスタンド増設が出来ず、Jリーグ側の設定する収容人員を確保できないため断念された。
日本フットボールリーグでは、江東区猿江に練習場・クラブ施設をおいていた東京ガスサッカー部がホームゲームを開催していた。1999年、東京ガスサッカー部がFC東京としてプロ化して、Jリーグ ディビジョン2 (J2)へ参加した際も、調布市の東京スタジアム（現:味の素スタジアム）がまだ建設中だったことから西が丘、駒沢とともに暫定的なホームスタジアムとして使用された（2000年のJリーグカップ（ヤマザキナビスコ杯）でも使用）。1999年のJリーグカップでは、7月24日に開催された準々決勝の第2戦でFC東京と横浜F・マリノスが江戸川で対戦し、観戦チケットは前売りで完売となり、観客数は5208人を記録した。2004年にはスペインのサッカークラブ、レアル・マドリードの公開練習会場にも使用され、デビッド・ベッカムやジネディーヌ・ジダンの姿が見られた。
2023年3月30日、ジャパンラグビーリーグワンのクボタスピアーズ船橋・東京ベイを運営するクボタがネーミングライツパートナーに選定され、同競技場呼称「えどりく」と「クボタスピアーズ船橋・東京ベイ」の愛称「スピアーズ」を併せた「スピアーズえどりくフィールド」と愛称が命名された。契約期間は、2023年4月1日から2026年3月31日までの3年間。
2024年（令和6年）1月5日から24月5日まで、陸上競技場トラック第三種公認への改修工事を行った。この期間、クボタスピアーズ船橋・東京ベイはホストゲームを他所で行った。

## 主なイベント・大会

### ラグビー
- クボタスピアーズ船橋・東京ベイのホストゲーム（ジャパンラグビーリーグワン） 。
- 大学ラグビー公式戦(関東対抗戦・関東リーグ戦)
- ジャパンラグビートップリーグ
- 神戸製鋼対明治大学の定期戦
- 第1回・第2回全国女子ラグビーフットボール選手権大会

### サッカー
- 日本フットボールリーグ
- 東京23フットボールクラブのホームゲーム（関東サッカーリーグ）
- EDO ALL UNITEDのホームゲーム（関東サッカーリーグ）
- 関東大学サッカーリーグ戦
- 横浜FCのホームゲーム[注釈 1](2002年,2004年～2005年)
- FC東京のホームゲーム(1999年～2000年)

### 陸上競技
- 高体連第2・3支部の春季競技会・支部予選会・学年別大会・夏季競技会・新人大会・秋季競技会

### その他
- ラクロス全日本選手権大会[注釈 2]
- クリケットの公式戦

## アクセス
- 東京地下鉄東西線西葛西駅から徒歩15分
- 同駅から都営バス西葛27系統・臨海町二丁目団地行で「清新第三小学校前」下車、徒歩3分
- JR東日本京葉線葛西臨海公園駅から徒歩25分

## 周辺のスポーツ施設
- 江戸川区球場
- 江戸川区臨海球技場（軟式野球場）
- 江戸川区スポーツセンター

## フォトギャラリー

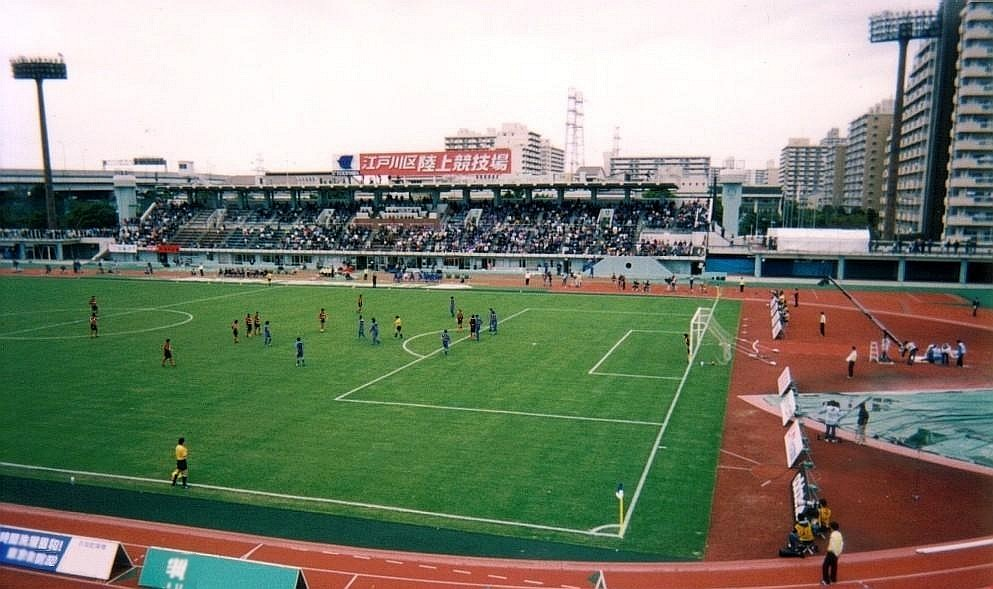
試合中の写真
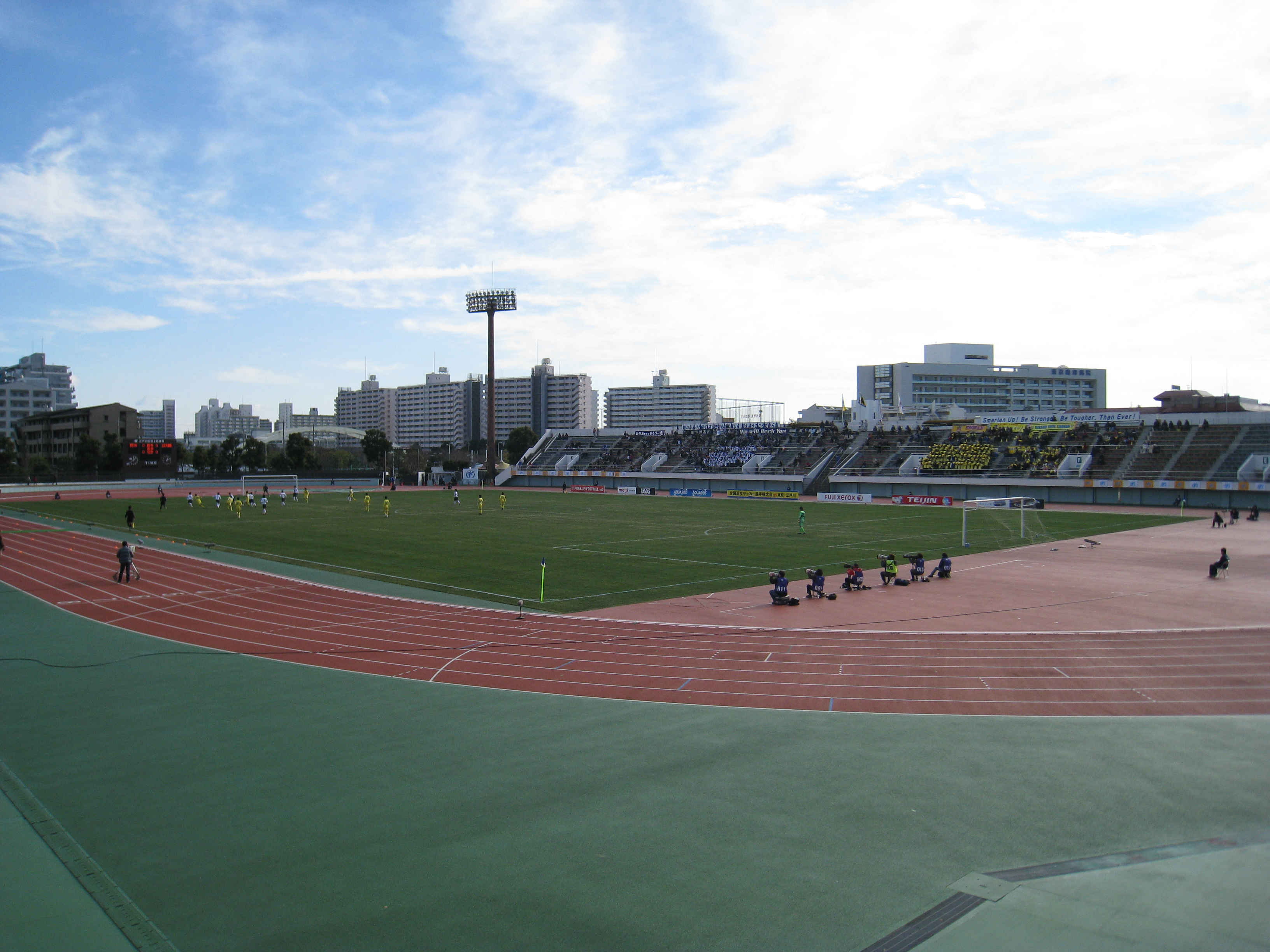
メインスタンドからフィールドを見る
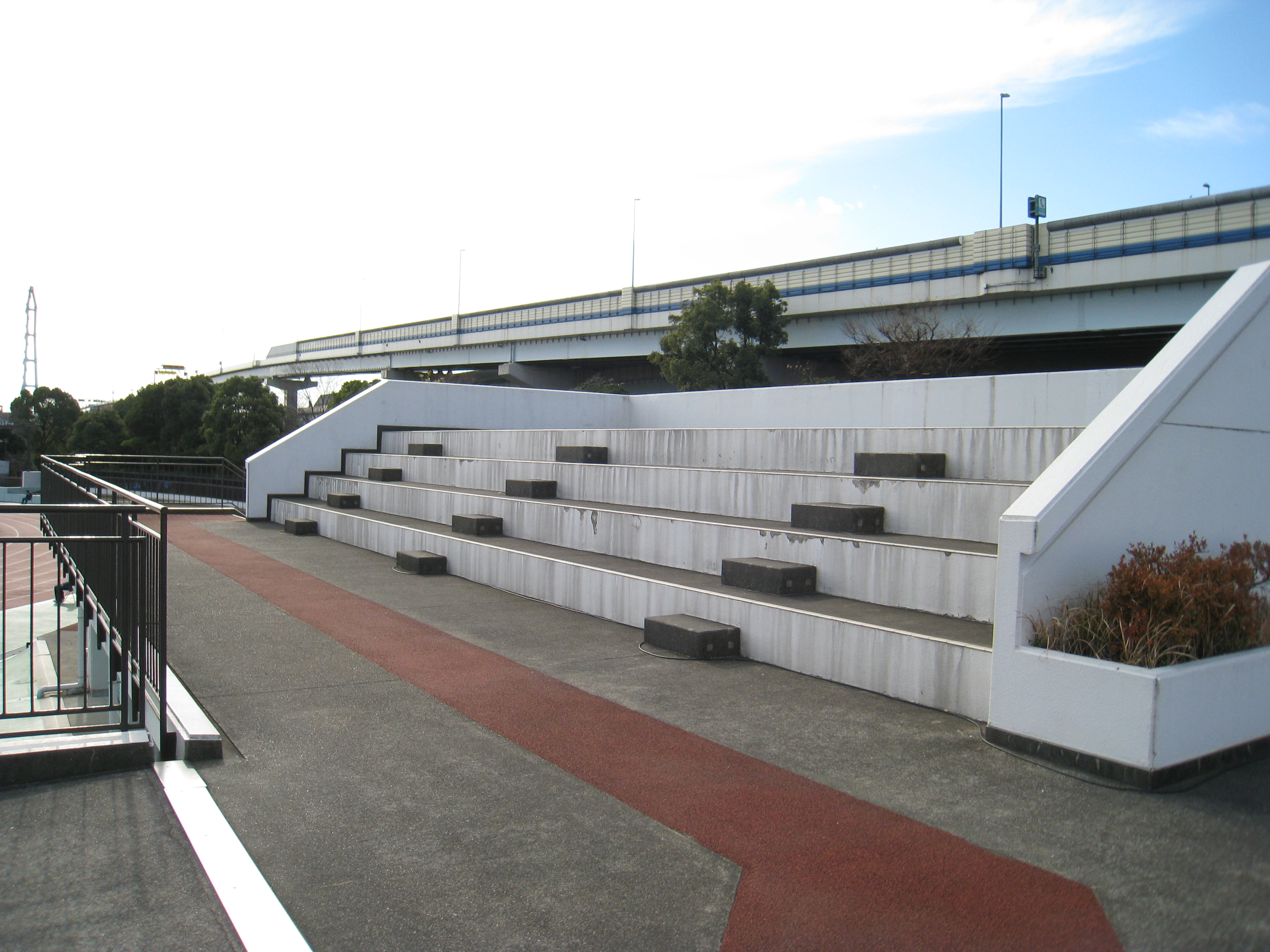
メインスタンドアウェイ側にある「出島」席
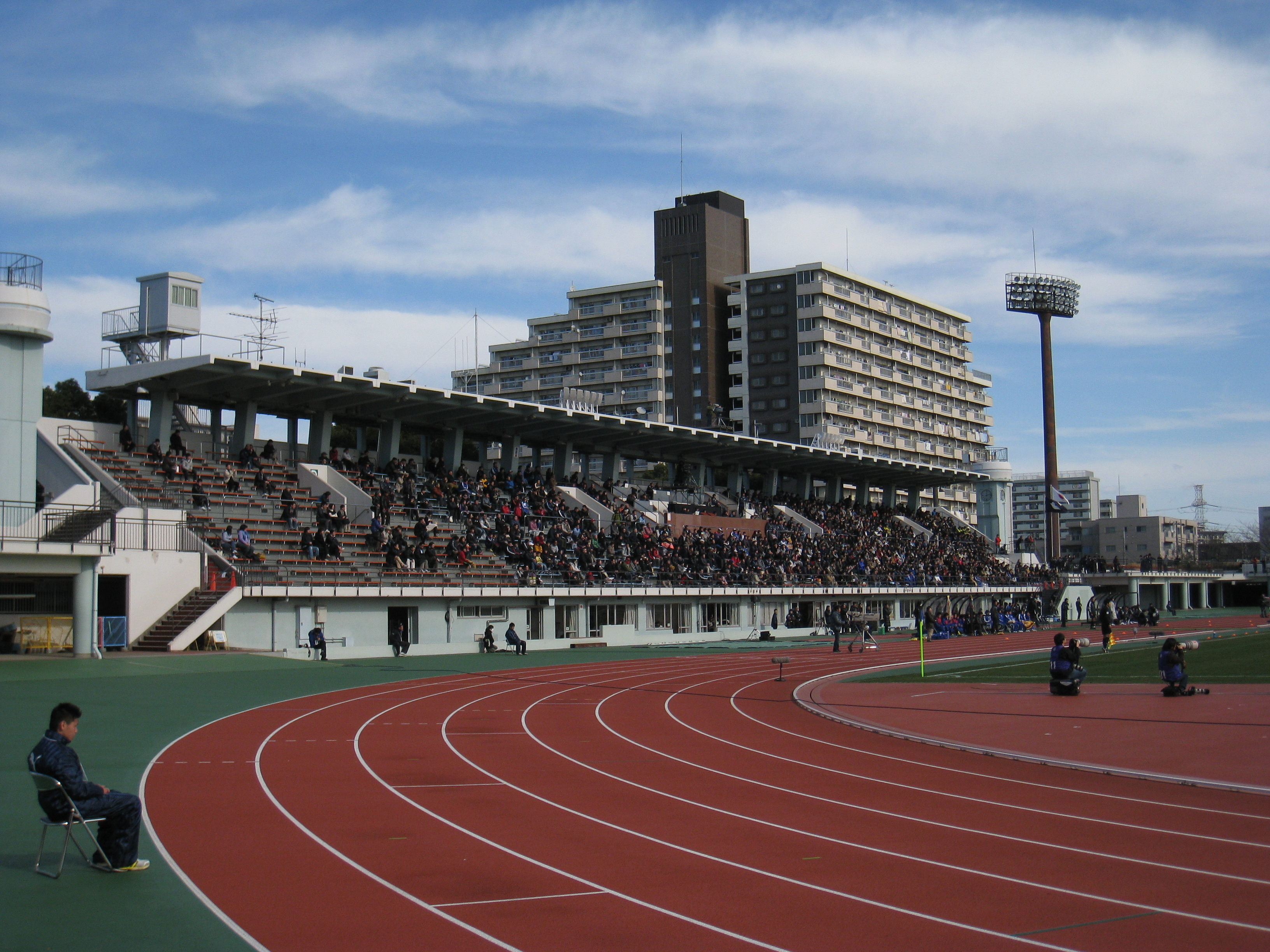
メインスタンド光景
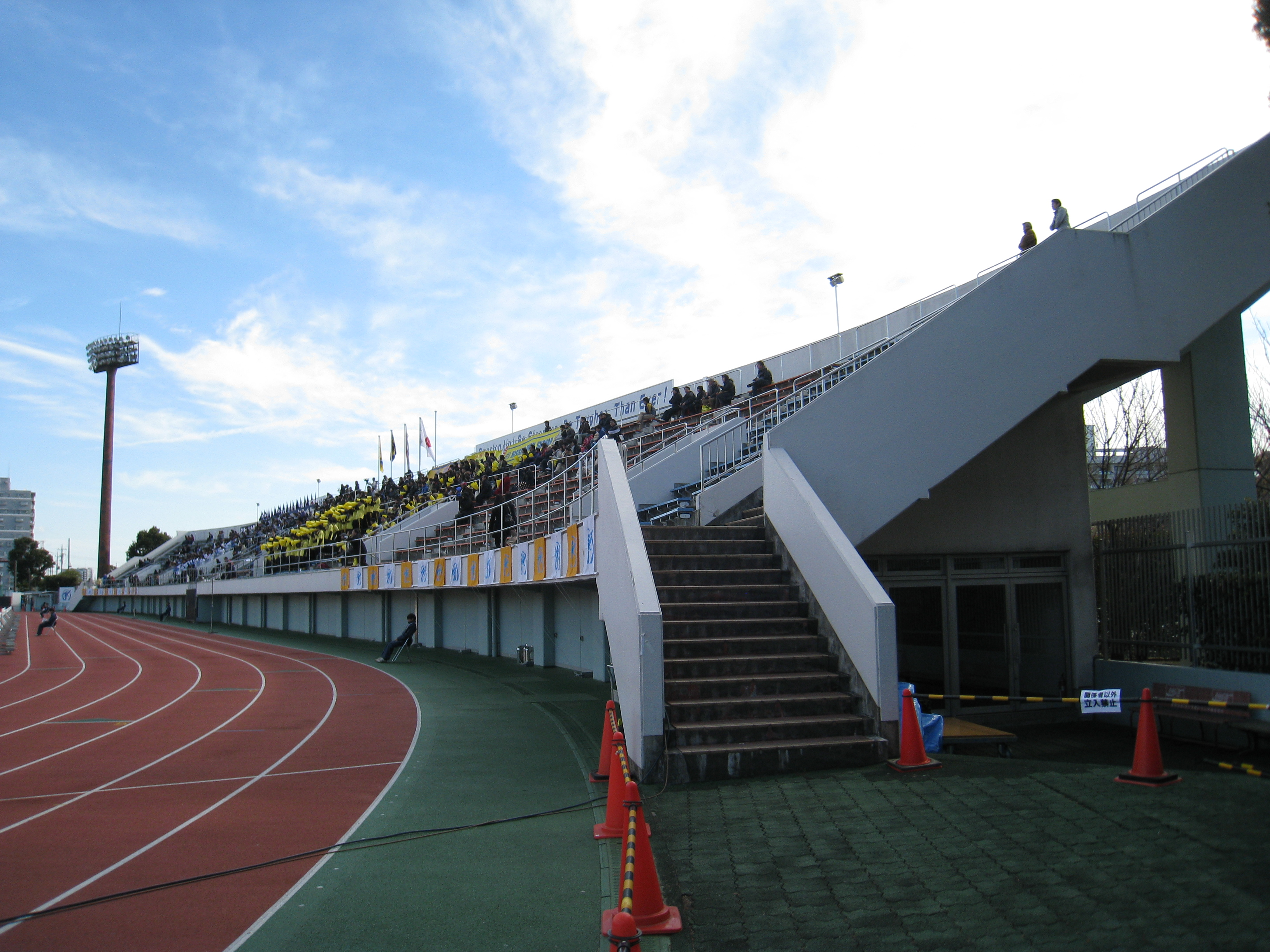
バックスタンド光景
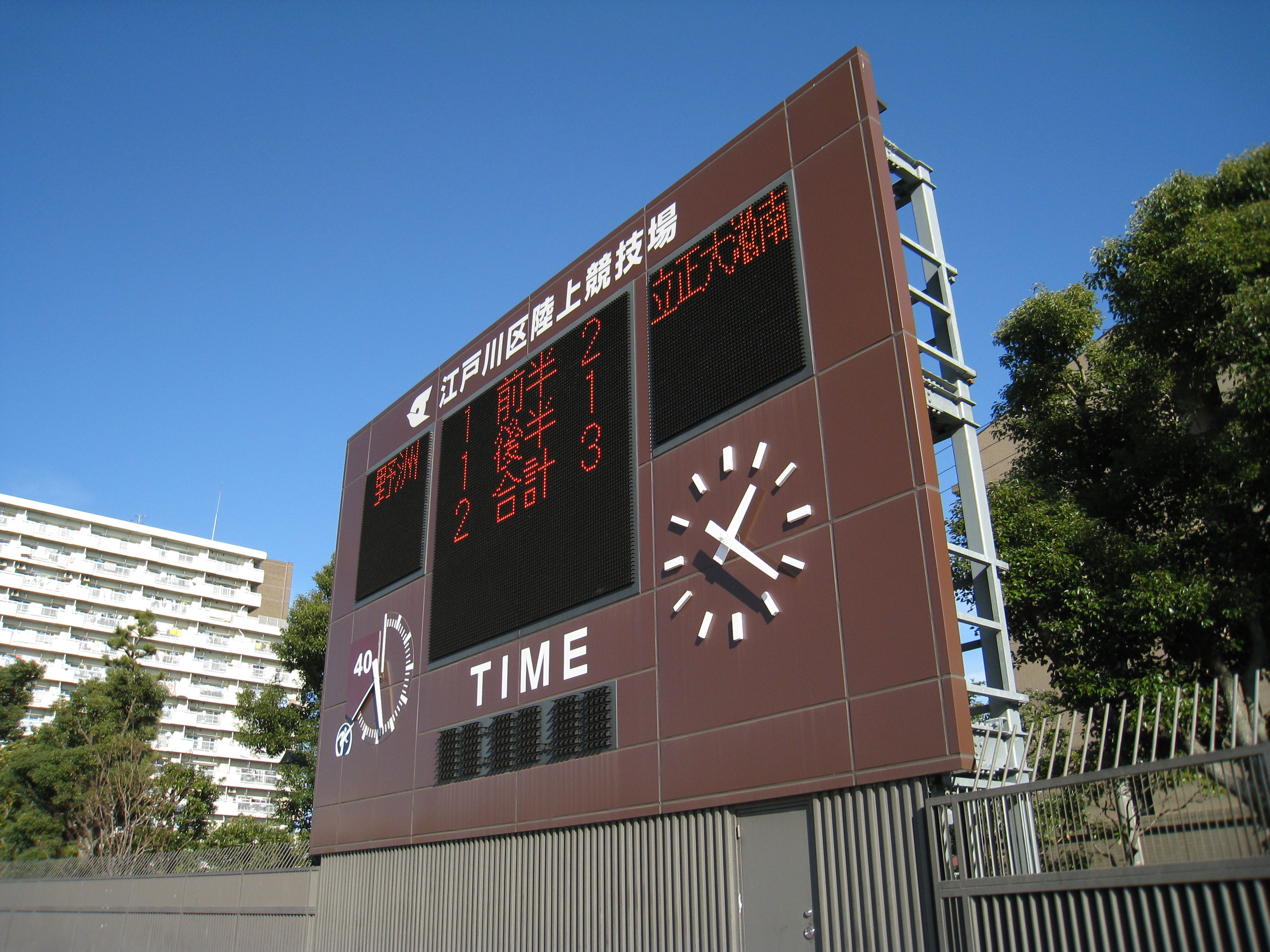
スコアボード